# Le Galion Pirate
Le Gallion Pirate is een schommelschip in het Franse attractiepark Nigloland in Dolancourt.
Het schommelschip is gebouwd in 1988 door de firma Zamperla.
Het schip telt 8 deurtjes (aan beide kanten vier) waarlangs bezoekers kunnen instappen. Iedere rij biedt plaats aan vijf personen. Aan één kant echter is de laatste rij wat ingekort om een doorgang te maken naar de achterkant van het schip, waar een extra rij met drie zitplaatsen is. De ingekorte rij biedt plaats aan vier personen. De boot heeft dus een capaciteit van 42 personen.
Om het schip te betreden, dient de bezoeker groter te zijn dan 120 cm. Tussen de 100 en 120 cm is toegang mogelijk, mits begeleiding van een volwassene.